# Gricignano di Aversa
Gricignano di Aversa är en ort och kommun i provinsen Caserta i regionen Kampanien i Italien. Kommunen hade 12 296 invånare (2017).